# 229. lovski polk (Wehrmacht)
Za druge 229. polke glej 229. polk.
229. lovski polk je bil lovski polk v sestavi redne nemške kopenske vojske med drugo svetovno vojno.

## Zgodovina
Polk je bil ustanovljen 6. julija 1942 z reorganizacijo 229. pehotnega polka in dodeljen 101. lovski diviziji. 
V začetku maja 1945 je bil polk v Hollabrunnu, od tam pa je preko Horna, Weitra, Deutsch-Beneschaua, Kaplitza in Rosenberga odšel proti Nesselbachu, kjer se je predal v ameriško vojno ujetništvo.